# Janusuggla
Janusuggla (Taenioptynx brodiei) är en vida spridd asiatisk fågel i familjen ugglor inom ordningen ugglefåglar.

## Utseende
Janusugglan är en väldigt liten (17 centimeter) och kraftigt bandad uggla. Hättan har små vita prickar, flankerna är streckade och på manteln syns den typiska teckningen som ger den "ögon i nacken". Strupen är vit och genomskärs av ett kastanjefärgat halsband, därav det engelska namnet Collared Owlet. Den trivs i subtropisk och tempererad skog.

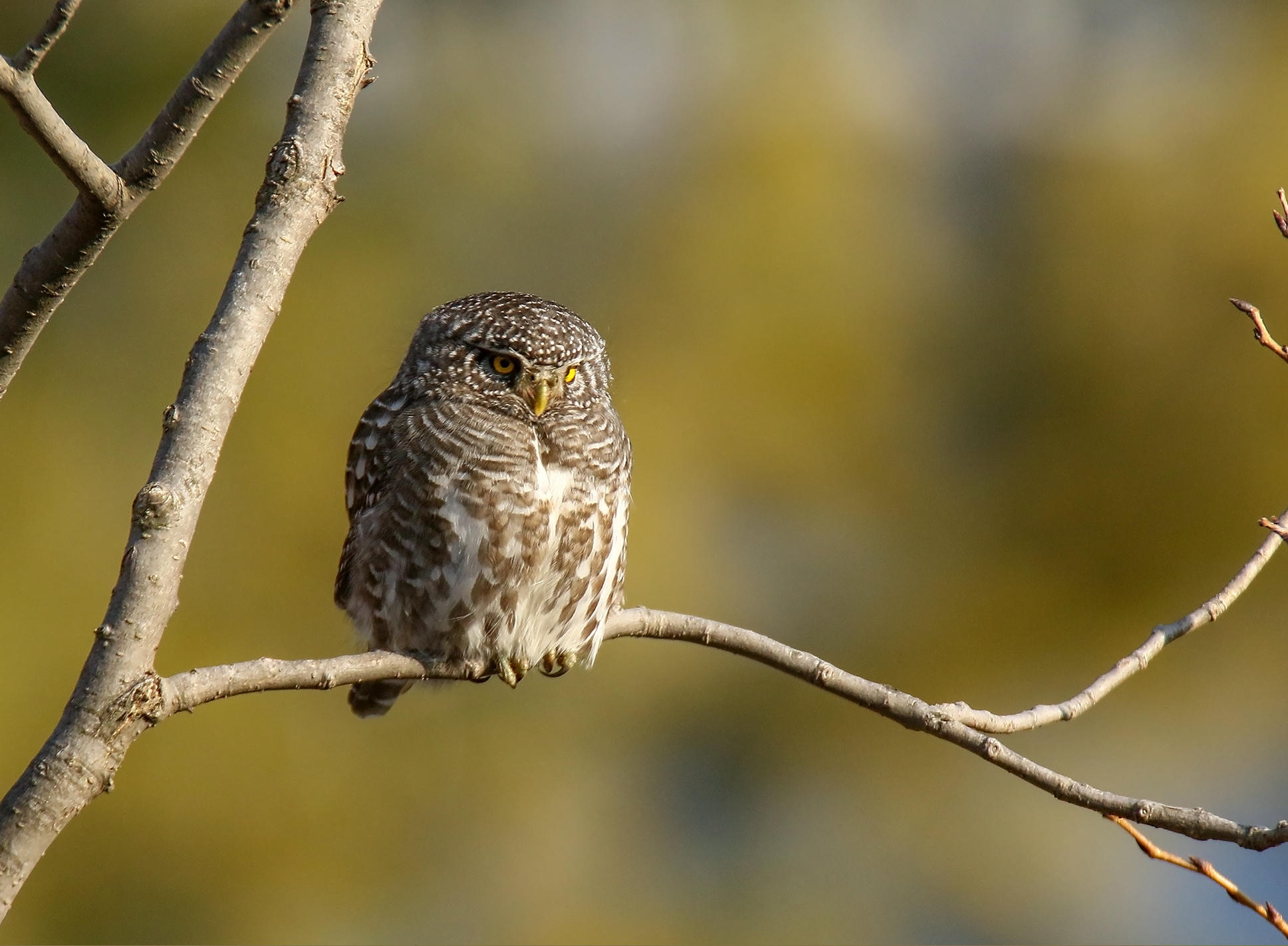

## Utbredning och systematik
Janusugglan delas in i fyra underarter med följande utbredning:
- Taenioptynx brodiei brodiei – förekommer i Pakistan och vidare längs foten av Himalaya till södra Kina, Sydostasien, Tibet, norra Indokina och Malackahalvön
- Taenioptynx brodiei pardalotus – förekommer på Taiwan

Sundaugglan (T. sylvaticus) behandlas ofta som underart, men studier visar på tydliga skillnader, framför allt i läten.

### Släktestillhörighet
Arten placeras traditionellt i Glaucidium. Genetiska studier visar dock förvånande nog att den endast är avlägset släkt och står närmare arter som nordamerikanska kaktusugglan (Micrathene whitneyi) och sydamerikanska borstugglan (Xenoglaux loweryi). Författarna till studien rekommenderar att denna art (tillsammans med närbesläktade fågeln med nuvarande namnet sundauggla, när denna erkänns som egen art) förs till egna släktet Taenioptynx. Tongivande International Ornithological Congress följer sedan januari 2021 dessa rekommendationer, och denna linje följs här. BirdLife Sverige har även justerat dess trivialnamn, från tidigare orientsparvuggla.

## Status och hot
Arten har ett stort utbredningsområde och en stor population, men tros minska i antal, dock inte tillräckligt kraftigt för att den ska betraktas som hotad. Internationella naturvårdsunionen IUCN kategoriserar därför arten som livskraftig (LC). Världspopulationen har inte uppskattats men den beskrivs som vanlig eller ganska vanlig i stora delar av utbredningsområdet.

## Namn
Fågelns vetenskapliga artnamn hedrar Benjamin Collins Brodie (1783-1862), Viktoria I av Storbritanniens läkare och ordöfrande för Royal College of Surgeons 1844. På svenska har den även kallats kragsparvuggla och orientsparvuggla. Efter genetiska studier som visar att arten inte är nära släkt med sparvugglorna har BirdLife Sveriges taxonomikommitté justerat namnet till janusuggla, syftande på Janus, en mångfacetterad gud i romersk mytologi (med anledning av artens "ögon" i nacken).

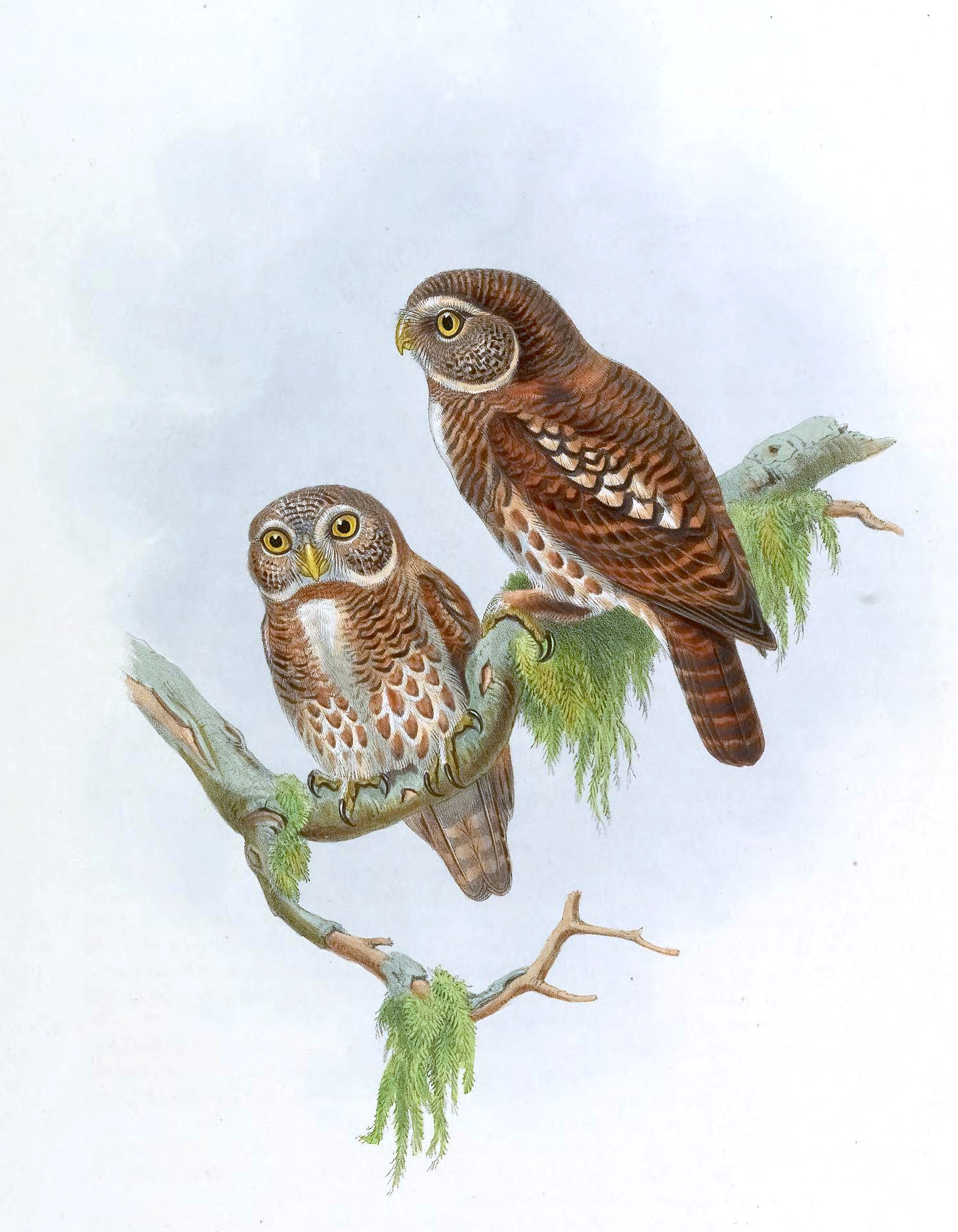